# Partido Liberal Democrata da Moldávia
O Partido Liberal Democrata da Moldávia (em romeno: Partidul Liberal Democrat din Moldova , PLDM) é um partido político da Moldávia.
Fundado em 2007, o PLDM rapidamente se tornou um dos partidos mais influentes do país, tendo liderado diversos governos que seguem uma linha de apoio à adesão da Moldávia à União Europeia.
O PLDM segue uma linha conservadora e defensora da integração europeia da Moldávia.

## Resultados eleitorais

### Eleições legislativas
| Data    | Votos   | %          | +/-  | Deputados | +/- | Status  |
| ------- | ------- | ---------- | ---- | --------- | --- | ------- |
| 04/2009 | 191 113 | 12,4 (3.º) |      | 15 / 101  |     | Governo |
| 07/2009 | 262 028 | 16,6 (2.º) | 4,2  | 18 / 101  | 3   | Governo |
| 2010    | 506 253 | 29,4 (2.º) | 12,8 | 32 / 101  | 14  | Governo |
| 2014    | 322 188 | 20,2 (2.º) | 9,2  | 23 / 101  | 9   | Governo |